# 1903年德國聯邦選舉

選舉地圖

聯邦選舉於1903年6月16日在德國國會舉行。儘管社會民主黨（SPD）獲得了明顯的多數選票，但中央黨在贏得了397個席位中的100個後仍然是帝國議會中最大的政黨，而社民黨僅贏得了81個。選民投票率為76.1%。